# Chazé-Henry
Chazé-Henry est une ancienne commune française, située dans le département de Maine-et-Loire en région Pays de la Loire.
Sur un territoire anciennement occupé, situé dans le Haut-Anjou, la commune connait un premier exode rural à la suite de l'abandon progressif de l'industrie des fours à chaux. Elle va cependant connaître un renouveau lors de l'ouverture des mines de fer entre 1929 et 1963, date de leur fermeture, entrainant alors une nouvelle baisse démographique. Commune rurale, elle fait partie du canton de Segré.
Depuis le 15 décembre 2016, le territoire appartient à la commune d'Ombrée d'Anjou.

## Géographie

### Localisation
La commune est située dans le Haut-Anjou, à environ 5 km de Pouancé, le chef-lieu de canton, et environ 20 km de Segré, la sous-préfecture, et Châteaubriant en Loire-Atlantique.

### Topographie, géologie, relief
Chazé-Henry fait partie de l'unité paysagère du Segréen, et plus particulièrement de la sous-unité paysagère du Pouancéen, qui se caractérise par un paysage vallonné, aux ondulations orientées d'est en ouest où le maillage bocager tend à se densifier au fur et à mesure que l'on descend dans les vallons. Sur le plan géologique, le territoire de la commune est argileux et calcaire. On y trouve également des gisements de fer qui seront exploités au XXe siècle.
La commune se situe entre plusieurs lignes de crête. Au nord, l'altitude atteint 105 mètres puis descend progressivement jusqu'à 62 mètres au niveau de l'Araize. Une seconde crête remonte ensuite jusqu'à 98-106 mètres environ, sur laquelle se tient le bourg même de la commune. Le terrain redescend ensuite légèrement avant de remonter vers une troisième crête en direction de Pouancé et Armaillé.

### Climat
La région du Haut-Anjou est caractéristique de la « douceur angevine ». Le climat du Maine-et-Loire étant un climat de transition entre le climat océanique de la côte atlantique et le climat continental de la Touraine, les hivers y sont doux et les étés agréables. À l'arrivée des perturbations venant de l'océan, le Haut-Anjou et Chazé-Henry sont en première ligne. Le nombre de jours avec précipitations y oscille entre 140 et 150 par an.

### Hydrographie
La commune est traversée d'ouest en est par l'Araize. Le ruisseau de la Mare Soreau, qui prend sa source au sud, et le ruisseau de l'étang Gérard, qui rentre sur la commune au sud-est, se rejoignent dans un étang avant de traverser le bourg et de rejoindre l'Araize, plus au nord. Un second étang, sans ruisseau, se trouve au nord, près du lieu-dit de la Mocquerie .

## Toponymie
La première mention de la commune remonte à 1072, « Chaziacus », probablement d'origine gallo-romaine. En 1102, il en est fait mention sous le terme « Ecclesiam de Chazi », puis « Chaziacennis ecclesia » en 1123.

## Histoire

### Préhistoire et antiquité
Le territoire semble avoir connu des passages de populations préhistoriques. Un menhir d'environ 2,50 mètres se dressait auparavant au lieu-dit la Meilleraie avant qu'il ne soit détruit par l'aménagement d'un chemin vicinal. Près de celui-ci a été retrouvé une hache en diorite. De l'époque celtique, il a été retrouvé trois haches à talon en bronze. Enfin, une ancienne borne milliaire romaine de 2 mètres de haut servant de siège dans l'église a été acquise par le musée Saint-Jean d'Angers avant d'être perdue.

### Moyen Âge
Le territoire de la paroisse remonte probablement jusqu'au VIIIe siècle, prenant pour base un ancien domaine gallo-romain. Il sera évangélisé et s'organisera autour de l'église, reconstruite au XIe siècle. L'évêque d'Angers à qui l'église appartient, en fait don aux moines de Marmoutier entre 1102 et 1125. Le château de la Cour était le siège de la seigneurie et relevait de la Roche d'Iré.

### Ancien régime
En 1649, une épidémie de dysenterie ravage pendant deux mois la paroisse. En 1707, une autre épidémie de dysenterie ravage également la paroisse, emportant en deux mois 115 paroissiens dont 22 enfants et le curé. La taille prélevait environ 2 000 livres tournois, les impositions totales s'élevant à 5 000 livres. La commune payait la gabelle et dépendait du grenier à sel de Pouancé.
Au XVIIIe siècle, on exploitait sur le territoire de la paroisse un four à brique et deux carrières d'ardoise. Il y avait une sage-femme, mais aucun chirurgien, ni vétérinaire. L'agriculture souffrait de la pauvreté de la terre, le seigle et le lin formant la plupart des surfaces cultivées.

### Révolution
La commune de Chazé-Henry est incluse dans le canton de Pouancé en 1790. En 1793, l'armée vendéenne revenant du Mans, passe par Chazé-Henry pour se diriger vers Pouancé et Ancenis. Le curé de la paroisse prête serment mais rejoint l'arméen vendéenne lors de la Virée de Galerne avant de revenir dans la commune. Le vicaire refuse le serment et se cache.

### Époque contemporaine
Le bâtiment de la mairie et de l'école des garçons est acquis en 1850 par la commune. L'église est reconstruite entre 1860 et 1868. Le XIXe siècle voit également l'exploitation des fours à chaux. En 1891, une gare pour les marchandises est construite. Les prospections réalisées au début du XXe siècle aboutissent en 1929 à l'exploitation des mines de fer de la Mazuraie. Celles-ci continueront à fonctionner jusqu'à leur fermeture en 1963. L'électricité est établi dans la commune en 1931.
Pendant la Première Guerre mondiale, 33 habitants perdent la vie. Lors de la Seconde Guerre mondiale, deux habitants sont tués.

## Politique et administration

### Administration municipale

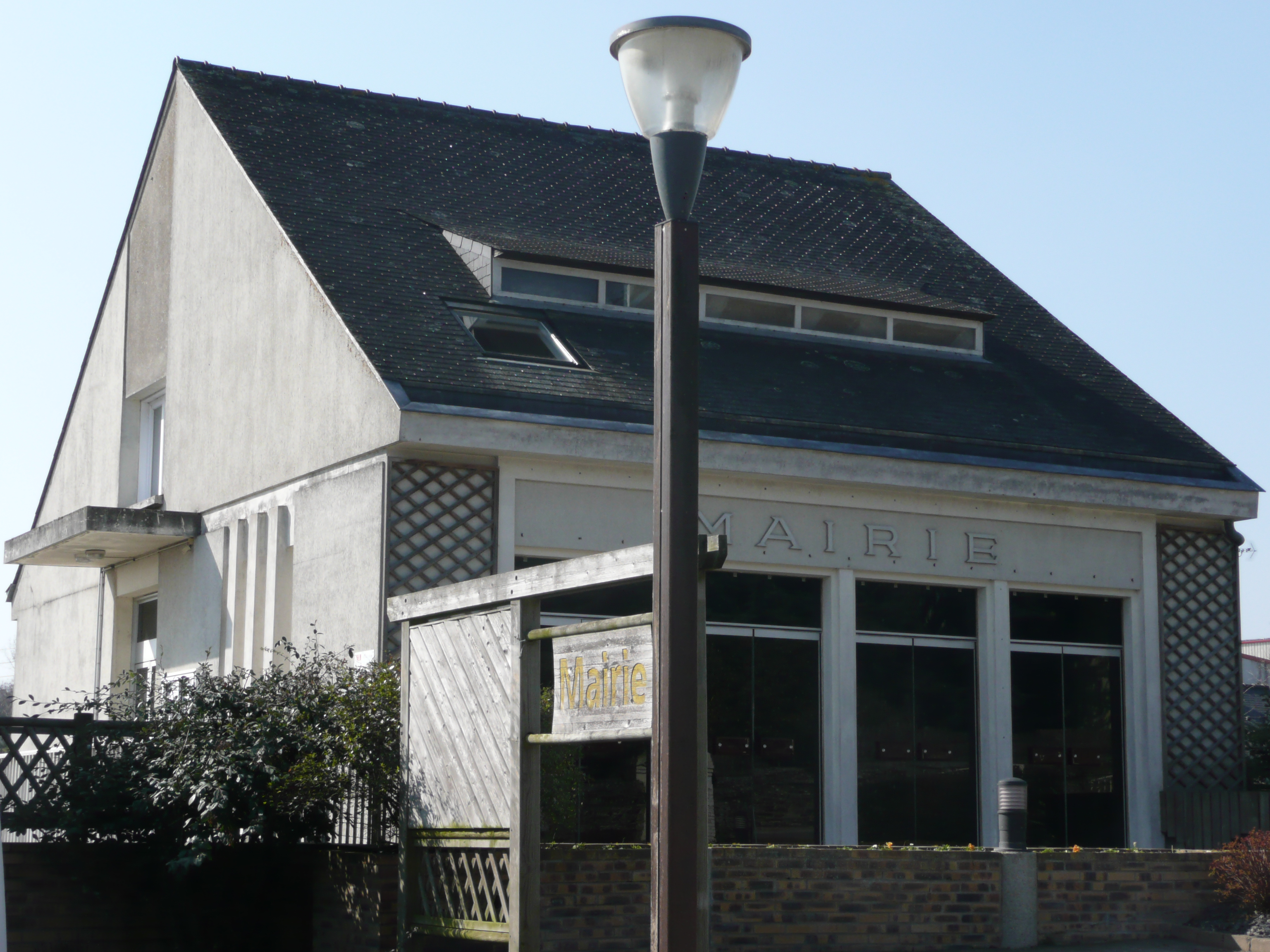
Mairie de Chazé-Henry

#### Administration actuelle
Depuis le 15 décembre 2016, Chazé-Henry constitue une commune déléguée au sein de la commune nouvelle d'Ombrée d'Anjou et dispose d'un maire délégué.
| Période                                  | Période  | Identité   | Étiquette | Qualité |
| ---------------------------------------- | -------- | ---------- | --------- | ------- |
| décembre 2016                            | en cours | Yves Mary, |           |         |
| Les données manquantes sont à compléter. |          |            |           |         |

#### Administration ancienne
Chazé-Henry est située dans le canton de Pouancé, arrondissement de Segré, dans le département de Maine-et-Loire. La commune comptant moins de 1 500 habitants, son conseil municipal est constitué de 15 élus.
| Période                                  | Période       | Identité                    | Étiquette | Qualité                                                                                          |
| ---------------------------------------- | ------------- | --------------------------- | --------- | ------------------------------------------------------------------------------------------------ |
| Les données manquantes sont à compléter. |               |                             |           |                                                                                                  |
| 1792                                     | 1816          | René Ragaru                 |           |                                                                                                  |
| 1816                                     | 1833          | Jean Edelin                 |           |                                                                                                  |
| 1833                                     | 1841          | François Granger            |           |                                                                                                  |
| 1841                                     | 1848          | René-Léon Jallot / Hardouin |           |                                                                                                  |
| 1848                                     | 1853          | Gustave Leroux-Vauvert      |           |                                                                                                  |
| 1853                                     | 1857          | Morin d'Yvonnière           |           |                                                                                                  |
| 1857                                     | 1871          | Eugène Martin               |           |                                                                                                  |
| 1871                                     | 1881          | Alexis Tremblay             |           |                                                                                                  |
| 1881                                     | 1882          | François Thomas             |           |                                                                                                  |
| 1882                                     | 1896          | Léon Douéteau               |           |                                                                                                  |
| 1896                                     | 1904          | Vital Poché                 |           |                                                                                                  |
| 1904                                     | 1911          | Georges Raffier-Dufour      |           |                                                                                                  |
| 1911                                     | 1929          | Francis Arthur              |           |                                                                                                  |
| 1929                                     | 1945          | Eugène Fresnais             |           |                                                                                                  |
| 1945                                     | ?             | Léon Crespin                |           |                                                                                                  |
| ?                                        | ?             | ?                           |           |                                                                                                  |
| 1983                                     | 2001          | Jacques Béline              | RPR       | Conseiller régional vice-président du conseil régional Président de la CC Région Pouancé-Combrée |
| 2001                                     | 2008          | Jean Cotenceau              |           | Agent de secteur SAUR                                                                            |
| mars 2008                                | 2010          | Jacques Béline              | UMP       |                                                                                                  |
| 2010                                     | décembre 2016 | Michel Dupré                |           | Retraité                                                                                         |

### Intercommunalité
La commune adhère, comme les autres communes du canton de Pouancé, à un Syndicat intercommunal à vocation multiple (SIVM) créé en 1966. Celui-ci devient la Communauté de communes de la région de Pouancé-Combrée en 1995.

## Population et société

### Démographie

#### Évolution démographique
Dans son Dictionnaire Historique, Géographique et Biographique de Maine-et-Loire, Célestin Port livre le compte de la population de Chazé-Henry sous l'Ancien Régime. En 1720, la paroisse comptait 944 habitants.

L'évolution du nombre d'habitants est connue à travers les recensements de la population effectués dans la commune depuis 1793. À partir du 1er janvier 2009, les populations légales des communes sont publiées annuellement dans le cadre d'un recensement qui repose désormais sur une collecte d'information annuelle, concernant successivement tous les territoires communaux au cours d'une période de cinq ans. 
Pour les communes de moins de 10 000 habitants, une enquête de recensement portant sur toute la population est réalisée tous les cinq ans, les populations légales des années intermédiaires étant quant à elles estimées par interpolation ou extrapolation. Pour la commune, le premier recensement exhaustif entrant dans le cadre du nouveau dispositif a été réalisé en 2006,.
En 2014, la commune comptait 832 habitants, en évolution de −4,7 % par rapport à 2009 (Maine-et-Loire : +3,3 %, France hors Mayotte : +2,49 %).
| 1793 | 1800 | 1806 | 1821 | 1831 | 1836  | 1841  | 1846  | 1851 |
| ---- | ---- | ---- | ---- | ---- | ----- | ----- | ----- | ---- |
| 986  | 562  | 804  | 819  | 938  | 1 008 | 1 045 | 1 136 | 984  |

| 1856  | 1861  | 1866  | 1872  | 1876  | 1881  | 1886  | 1891  | 1896 |
| ----- | ----- | ----- | ----- | ----- | ----- | ----- | ----- | ---- |
| 1 003 | 1 064 | 1 063 | 1 032 | 1 048 | 1 037 | 1 128 | 1 064 | 953  |

| 1901 | 1906 | 1911 | 1921 | 1926 | 1931 | 1936 | 1946 | 1954  |
| ---- | ---- | ---- | ---- | ---- | ---- | ---- | ---- | ----- |
| 897  | 839  | 840  | 735  | 792  | 706  | 890  | 868  | 1 020 |

| 1962  | 1968  | 1975  | 1982  | 1990  | 1999 | 2006 | 2011 | 2014 |
| ----- | ----- | ----- | ----- | ----- | ---- | ---- | ---- | ---- |
| 1 194 | 1 124 | 1 017 | 1 075 | 1 046 | 940  | 891  | 843  | 832  |

#### Pyramide des âges
La population de la commune est relativement jeune. Le taux de personnes d'un âge supérieur à 60 ans (20,2 %) est en effet inférieur au taux national (21,6 %) et au taux départemental (21 %).	
Contrairement aux répartitions nationale et départementale, la population masculine de la commune est supérieure à la population féminine (50,7 % contre 48,4 % au niveau national et 48,6 % au niveau départemental).	
La répartition de la population de la commune par tranches d'âge est, en 2007, la suivante :	
- 50,7 % d’hommes (0 à 14 ans = 19,9 %, 15 à 29 ans = 19,7 %, 30 à 44 ans = 20,4 %, 45 à 59 ans = 21,2 %, plus de 60 ans = 18,8 %) ;
- 49,3 % de femmes (0 à 14 ans = 18,5 %, 15 à 29 ans = 16,2 %, 30 à 44 ans = 20,3 %, 45 à 59 ans = 23,5 %, plus de 60 ans = 21,7 %).

| Hommes | Classe d’âge | Femmes |
| ------ | ------------ | ------ |
| 0,0    | 90 ans ou +  | 0,2    |
| 4,9    | 75 à 89 ans  | 8,7    |
| 13,9   | 60 à 74 ans  | 12,8   |
| 21,2   | 45 à 59 ans  | 23,5   |
| 20,4   | 30 à 44 ans  | 20,3   |
| 19,7   | 15 à 29 ans  | 16,2   |
| 19,9   | 0 à 14 ans   | 18,5   |

| Hommes | Classe d’âge | Femmes |
| ------ | ------------ | ------ |
| 0,4    | 90 ans ou +  | 1,2    |
| 6,3    | 75 à 89 ans  | 9,2    |
| 11,8   | 60 à 74 ans  | 13,0   |
| 19,9   | 45 à 59 ans  | 19,4   |
| 20,6   | 30 à 44 ans  | 19,5   |
| 20,3   | 15 à 29 ans  | 19,1   |
| 20,6   | 0 à 14 ans   | 18,6   |

### Enseignement
Une école publique dépendant de l'académie de Nantes ainsi qu'une école privée (Sainte-Marie) accueillent les enfants de maternelle et primaire. Les collèges se trouvent à Pouancé et les lycées se situent à Châteaubriant ou Segré.

### Santé
Il n'y a pas de médecin ni d'infirmier installé à Chazé-Henry. Les plus proches sont localisés à Pouancé, de même que l'hôpital. Les cliniques les plus proches se situent à Châteaubriant ou Segré, de même que le service maternité.

### Autres équipements, commerces et tourisme
La commune dispose pour équipement sportif d'un terrain de football, d'un terrain de tennis et d'une salle de tennis de table Elle dispose en outre d'une bibliothèque pour équipement culturel et d'une salle de fête d'une capacité de 90 personnes. Plusieurs commerces desservent la commune : un magasin d'alimentation, un café-tabac, une boulangerie et un salon de coiffure. Pour le tourisme, la commune est affiliée au Syndicat d'Initiative du Haut-Anjou Pouancéen, syndicat intercommunal. Deux gîtes ruraux se trouvent sur la commune.

## Économie
Selon l'INSEE, la commune comptait en 2009, hors exploitations agricoles, vingt-sept entreprises dont cinq dans l'industrie, six dans la construction et seize dans le commerce, le transport, la réparation automobile et les services divers. L'industrie employait, fin 2008, 146 personnes, tandis que le secteur de la construction en employait 164. La plupart de ces employés travaillaient dans des entreprises de plus de 10 salariés. L'entreprise Jousselin Construction est la plus grosse entreprise de Chazé-Henry en employant près de 200 personnes. Elle affichait en 2010 un chiffre d'affaires de 14 882 000 euros.
On comptait 41 exploitations agricoles en 2000. Le nombre d'exploitations a diminué entre 1988 et 2000, passant de 53 à 41, la superficie cultivée a légèrement augmenté dans cette période, passant de 1 683 hectares (moyenne 32 hectares par exploitation) à 1 737 hectares (42 hectares par exploitation). Vingt-cinq exploitations élevaient des bovins, le nombre de tête baissant de 2 871 à 2 197 entre 1988 et 2000, et quinze des volailles, dont le nombre augmente fortement, de 13 732 à 57 883 sur la même période.

## Culture locale et patrimoine

### Lieux et monuments
Le manoir de Champjust est une demeure du XVIe siècle, en schiste, reconstruite par Charles d'Andigné, capitaine du château de Pouancé. Partisan de la Ligue catholique, la demeure possède de nombreuses ouvertures de tirs s'alignant sur les façades austères du bâtiment. L'église Saint-Jean-Baptiste a été construite entre 1860 et 1868 à la place de l'ancienne église du XIe siècle. Elle est de style néo-gothique et possède une abside pentagonale.

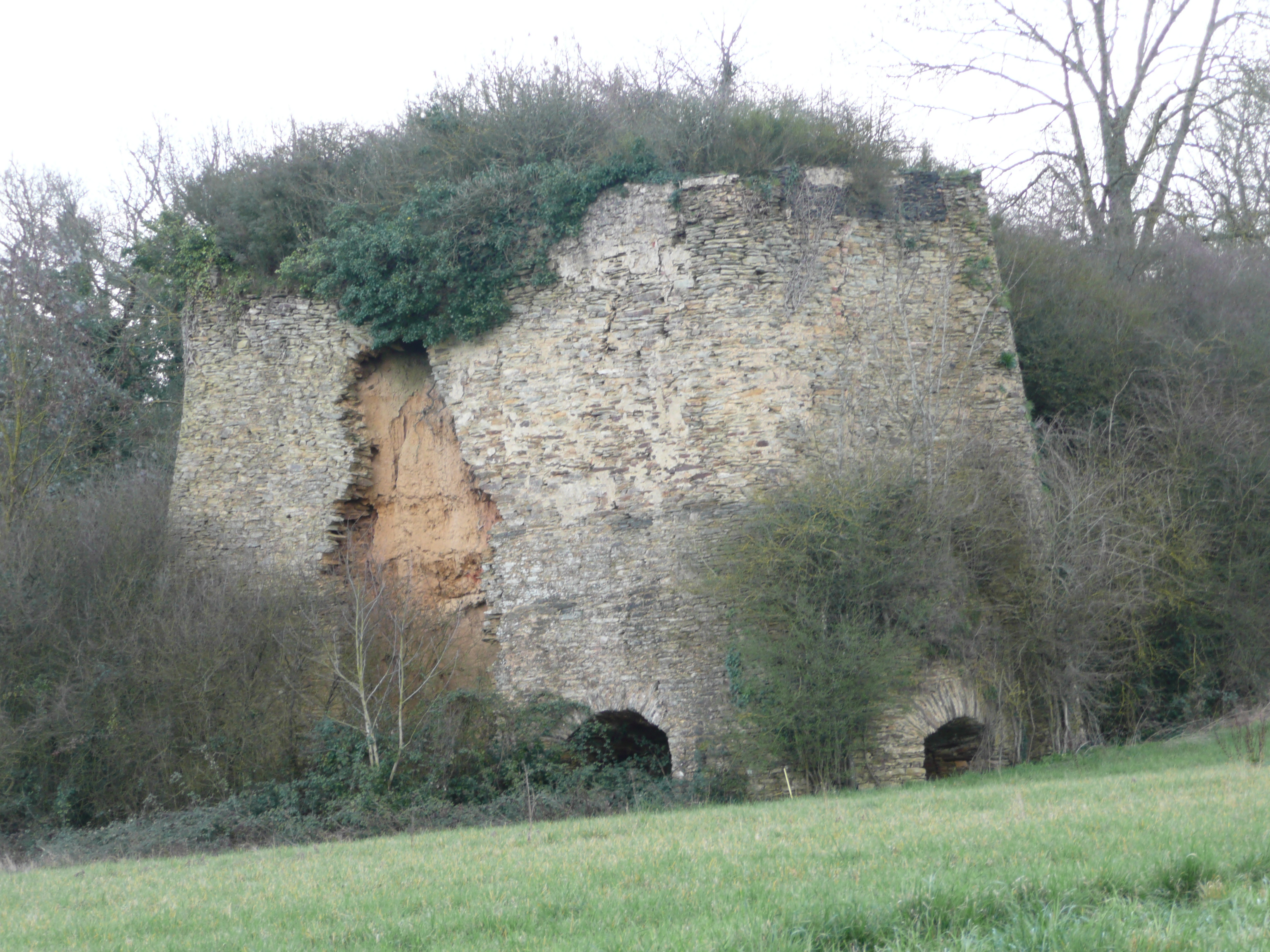
Four à chaux.